# 俄罗斯熊
俄羅斯熊經常被用作代表俄羅斯。自十六世紀起俄羅斯熊在卡通、文章和戲劇中已經出現，通常會象徵着俄羅斯帝國、蘇聯和現今的俄羅斯聯邦。
俄羅斯熊主要是被西方用來指俄羅斯是一個巨大、殘暴和笨拙的國家。熊的象徵起源於英國的諷刺畫中，往後美國亦有用到熊象徵俄羅斯：比如里根在1984年美国总统选举中的一则竞选广告《森林中的熊》中使用了熊的形象来象征苏联。
但是俄羅斯也會用熊代表自己國家（特別在20世紀）。在1980年的莫斯科奧運會中俄羅斯以嬌小、可愛的小熊（米沙熊）作當屆吉祥物，以此反駁西方對俄羅斯固有殘暴巨熊的形象。
苏联解体后，俄罗斯联邦会议上有人支持以熊的形象设计国徽，因为支持者认为俄罗斯在世界上常常被视为一头熊，最终沙皇时代的双头鹰国徽被恢复使用。
后来，熊被统一俄罗斯党视为象征，该党在2000年代成为执政党。巧合的是，2008年当选俄罗斯总统的德米特里·梅德韦杰夫，其姓氏系的形容词所有格，意思是“熊的”。

## 圖片

### 源自俄羅斯

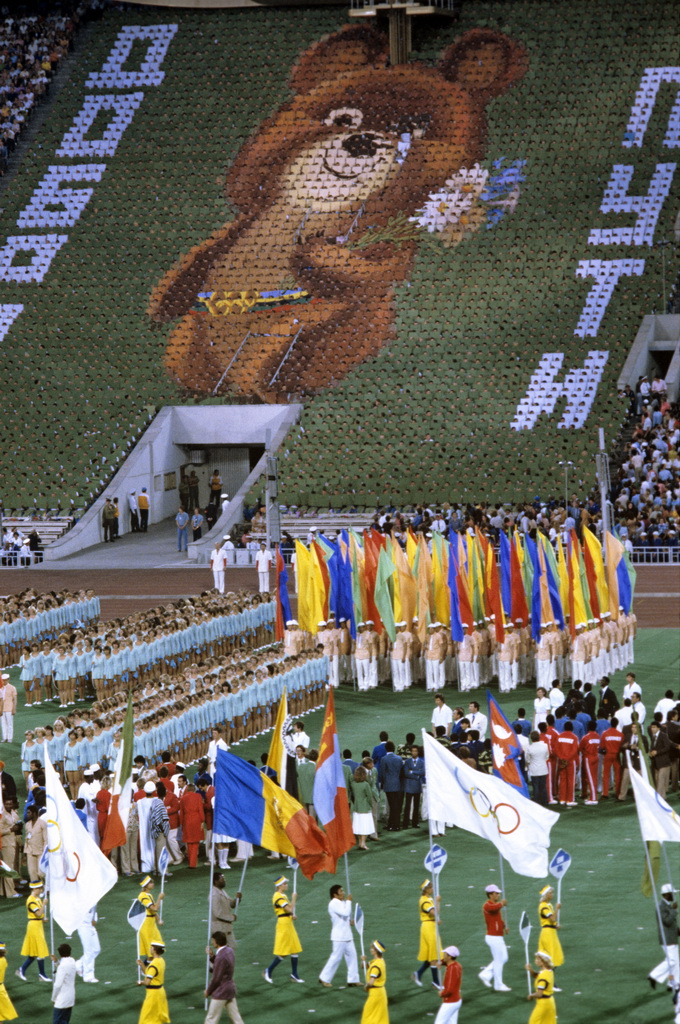
米沙熊 1980莫斯科奧運會吉祥物
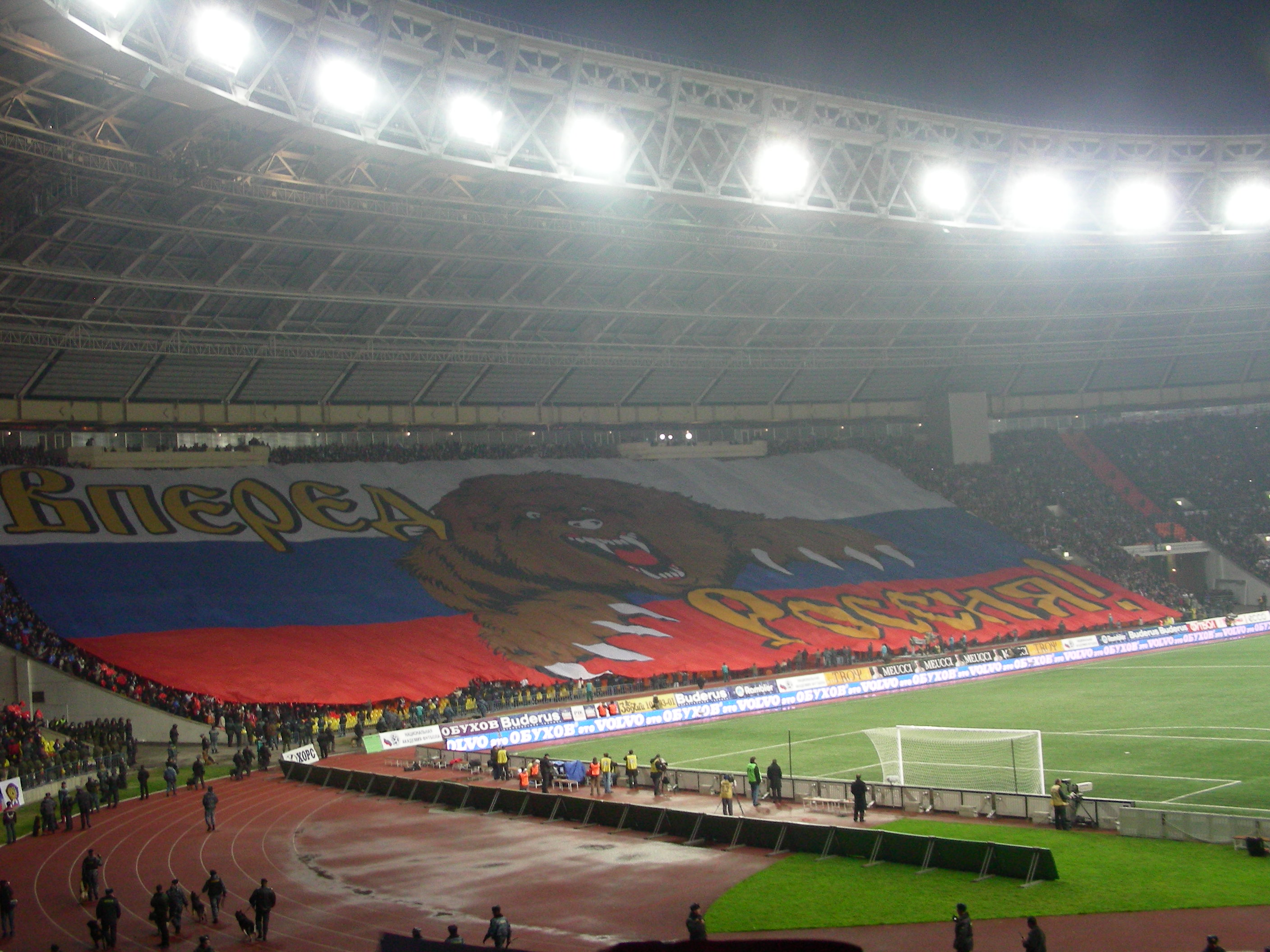
俄羅斯國家足球隊支持者把巨熊畫在國旗上為球員打氣
諾夫哥羅德市徽

### 源自其他國家

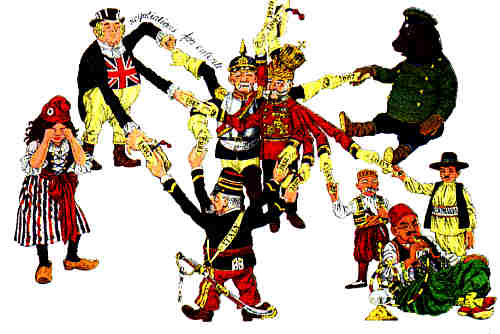
俄羅斯熊（右邊的黑熊）聯同其他歐洲國家孤立法國
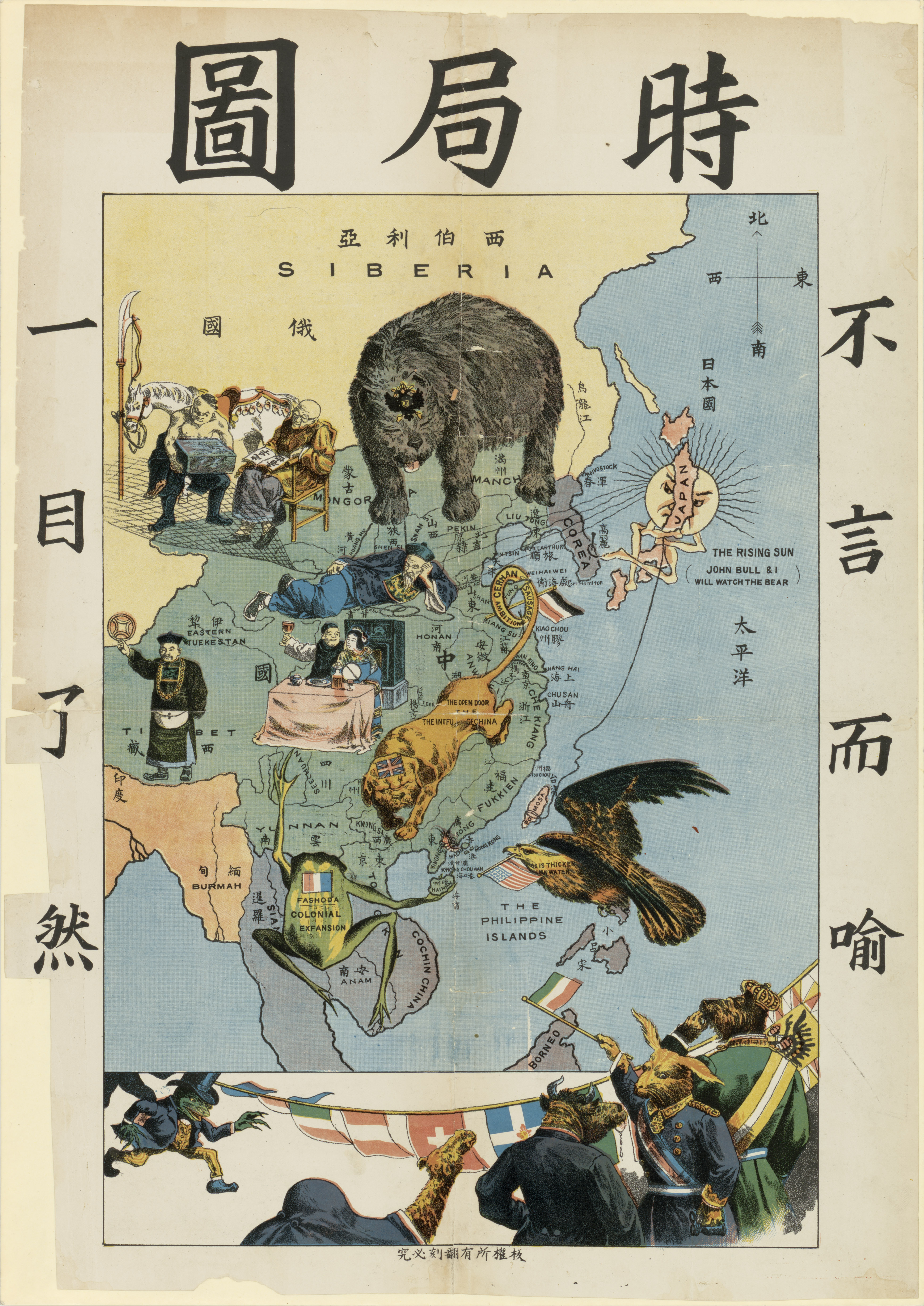
新版《時局圖》用以表達19世紀末當時列強勢力佔侵中國地區的概況，圖中用熊代表俄羅斯
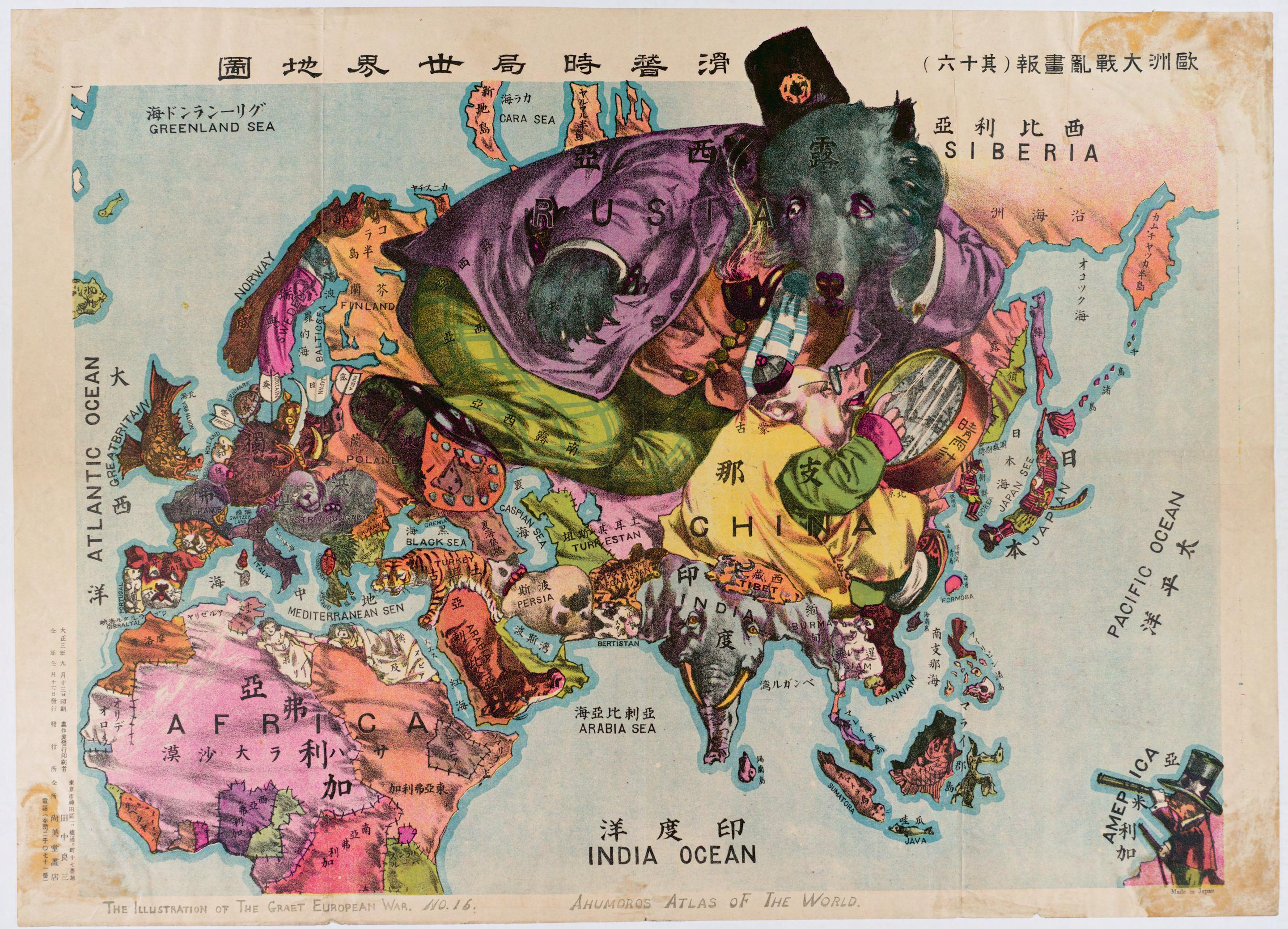
《滑稽時局世界地圖》用熊代表俄羅斯
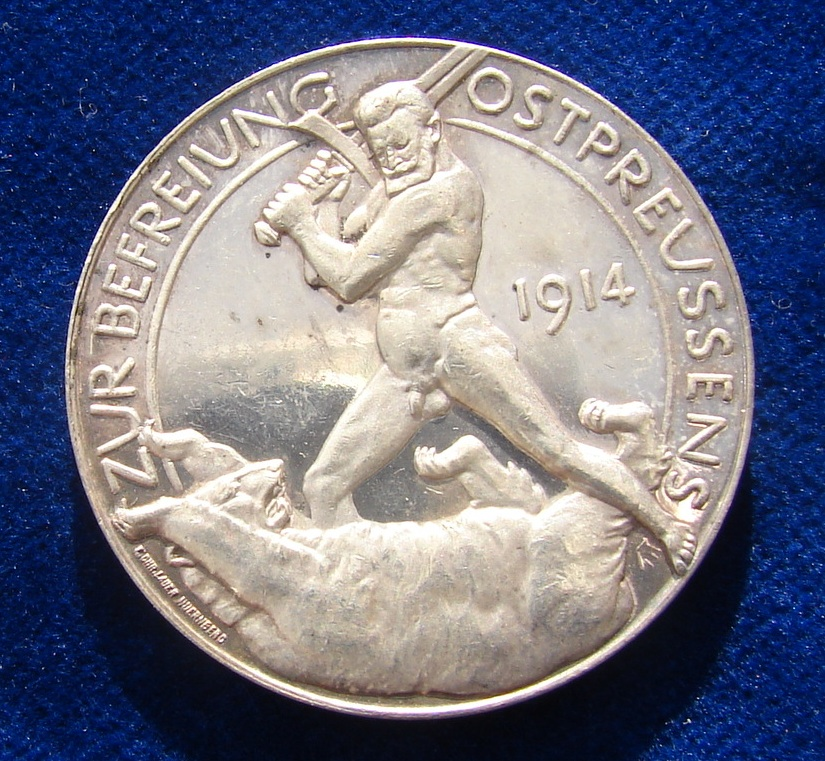
一戰期間德國於1914年頒發的解放東普魯士獎章，紀念坦能堡戰役，以保羅·馮·興登堡揮劍斬熊象徵對俄作戰的胜利